# 닥터 두리틀 2
《닥터 두리틀 2》(영어: Dr. Dolittle 2 혹은 Doctor Dolittle 2)는 미국에서 제작된 스티브 카 감독의 2001년 판타지 코미디 영화이다. 1998년 영화 《닥터 두리틀》의 속편이다. 에디 머피 등이 출연하였고, 존 데이비스 등이 제작에 참여하였다.
2006년 비디오 영화 속편 《닥터 두리틀 3》이 출시되었다.

## 출연진

### 실물
- 에디 머피 - 존 둘리틀 선생 역
- 크리스틴 윌슨 - 리사 둘리틀 역
- 제프리 존스 - 조지프 “조” 포터 역
- 케빈 폴랙 - 잭 라일리 역
- 레이븐시몬 - 셔리스 둘리틀 역
- 카일라 프랫 - 마이아 둘리틀 역
- 제임스 에이버리
- 앤디 릭터
- 빅터 레이더웩슬러
- 스티브 어윈
- 로런스 프레스먼

### 목소리
- 스티브 잔 - 가상의 서태평양곰 아치 역
- 놈 맥도널드 - 개 러키 둘리틀 역
- 리사 쿠드로 - 서태평양곰 에이바 역
- 마이크 엡스 - 코디액곰 서니 역
- 하코브 바르가스 - 카멜레온 페피토 역
- 리처드 C. 서레이피언 - 비버 마피아 두목 역
- 마이클 래퍼포트 - 라쿤 조이 역
- 아이작 헤이스 - 주머니쥐 포섬 역
- 앤디 딕 - 미스터 “레니” 위즐 역
- 세드릭 디 엔터테이너 - 젊은 동물원 곰 역
- 제이미 케네디, 데이비드 크로스, 밥 오든커크 - 개들 역
- 데이비드 덜루이즈, 핼 스파크스 - 물고기떼 역
- 레니 샌토니 - 쥐 1 역
- 존 레귀자모 - 쥐 2 역
- 케빈 폴랙 - 악어 역
- 조지아 엥글
- 조이 로런 애덤스
- 맨디 무어
- 프랭키 뮤니즈
- 마이클 매키언, 데이비드 L. 랜더
- 톰 케니
- 제이미 케네디
- 키오니 영, 클라이드 구사쓰
- 존 디매지오
- 제이미 케네디, 데이비드 크로스, 켄 허드슨 캠벨, 밥 오든커크
- 켄 허드슨 캠벨, 제이미 케네디, 밥 오든커크
- 아널드 슈워제네거

### 동물
- 크리스털 더 멍키

## 기타 제작진
- 공동 제작: 미셸 임퍼라토 스터빌, 하이디 샌텔리
- 협력 제작: 앨드릭 라울리 포터
- 배역: 주얼 베스트럽, 진 매카시
- 미술: 윌리엄 샌델
- 의상: 루스 E. 카터
- 음악 감독: 스프링 애스퍼스